# Musée national d'Art médiéval
Le musée national d'Art médiéval (en albanais : Muzeu Kombëtar i Artit Mesjetar) est un musée national consacré à l'art médiéval et à l'histoire situé à Korçë (Koritza), en Albanie.
Le musée est situé sur le boulevard Fan Noli, au sud-est de la ville de Korçë. Il a été créé le 24 avril 1980 et le bâtiment a été reconstruit le 4 octobre 2016, avec la coopération de la municipalité de la ville et du fonds du gouvernement grec.

## Collections
Le musée possède plus de 7 000 objets d'art et culturels, principalement des icônes, des œuvres en pierre, en bois, en métal et en textile, représentant différents moments du développement de l'iconographie de l'Albanie. Dans la salle principale se trouvent de nombreuses œuvres d'artistes anonymes des XIIIe et XIVe siècles et reconnus, notamment Onufri, Onufër Qiprioti, Kostandin Shpataraku, Jeromak Shpataraku, David Selenica et les frères Zografi,.

## Galerie

Sélection d'œuvres
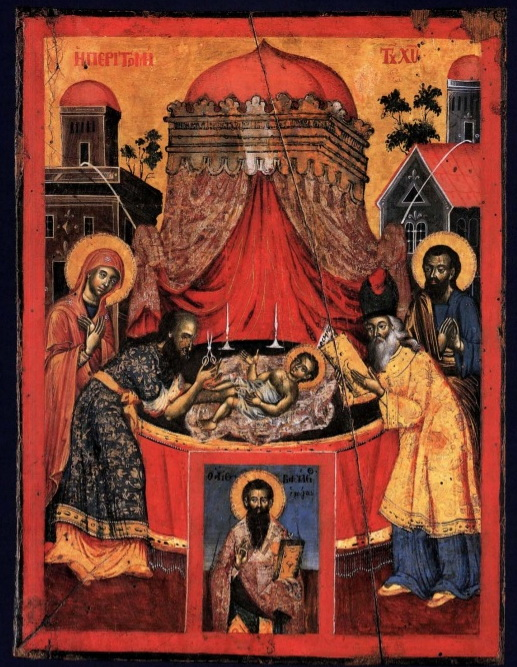
La Circoncision du Christ, attribué à Athanasios de Korce, vers 1760-1780.
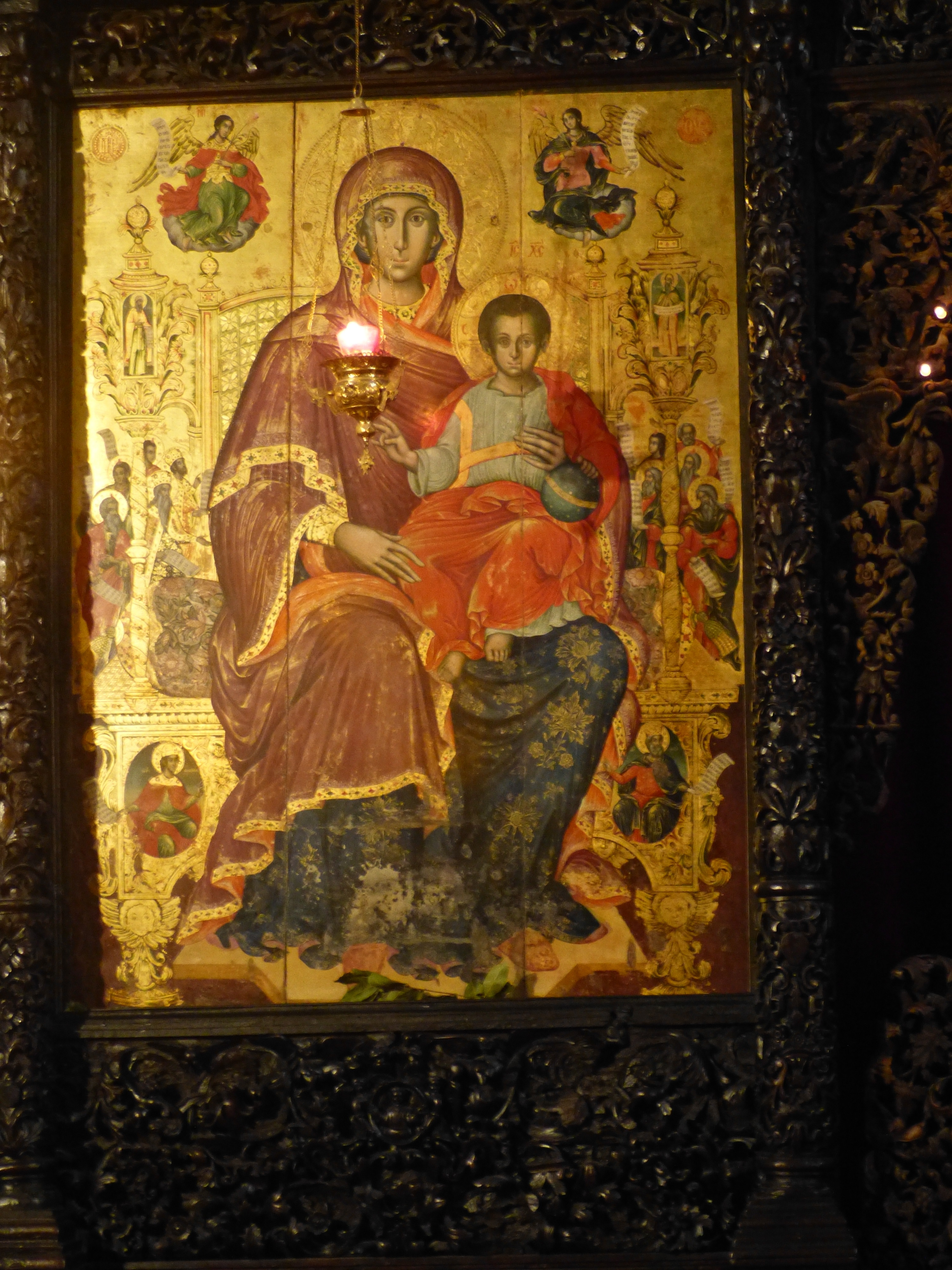
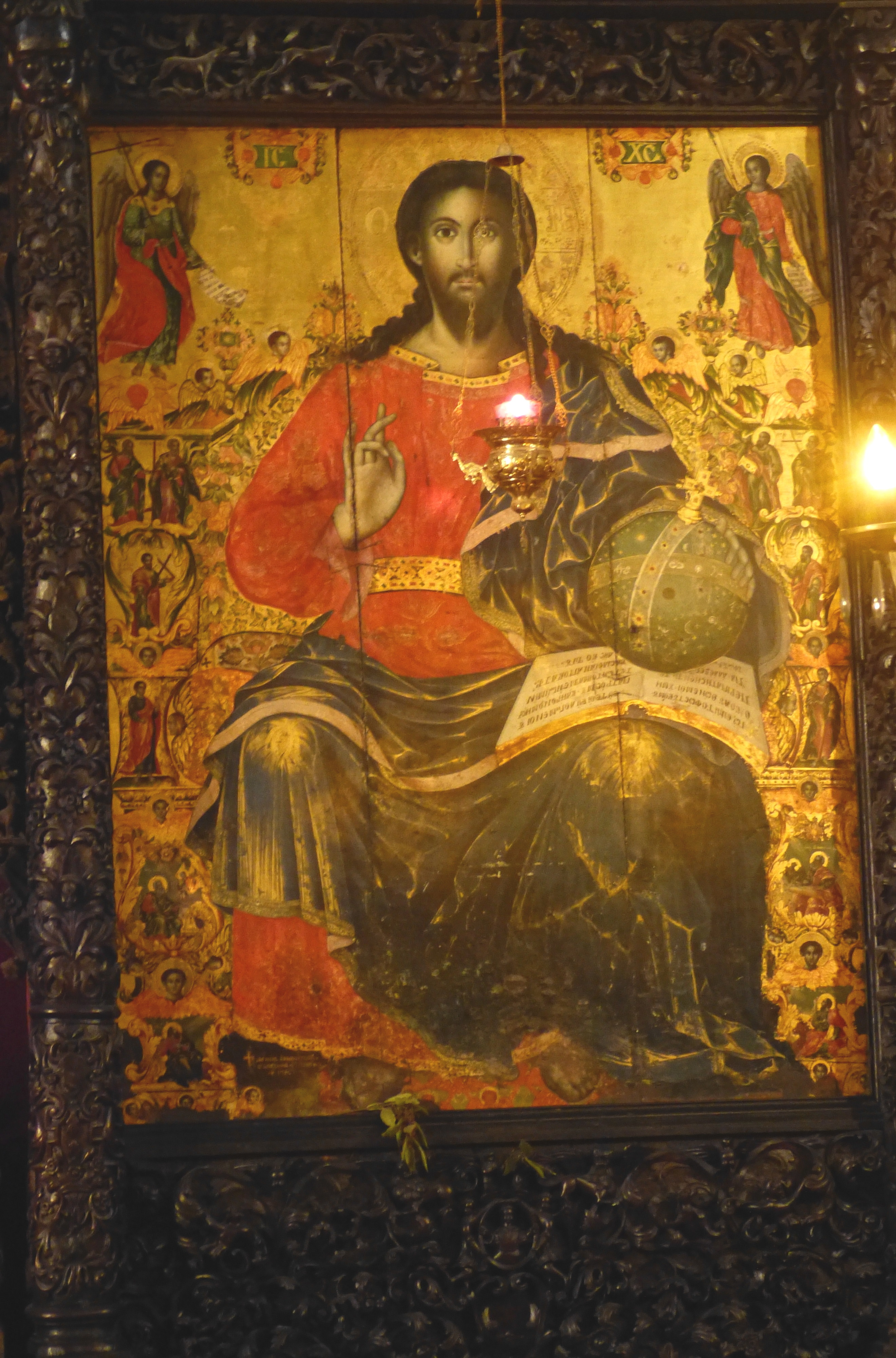
Christ pantocrator (1750), Athanas Zografi, iconostase du XVIIIe siècle.
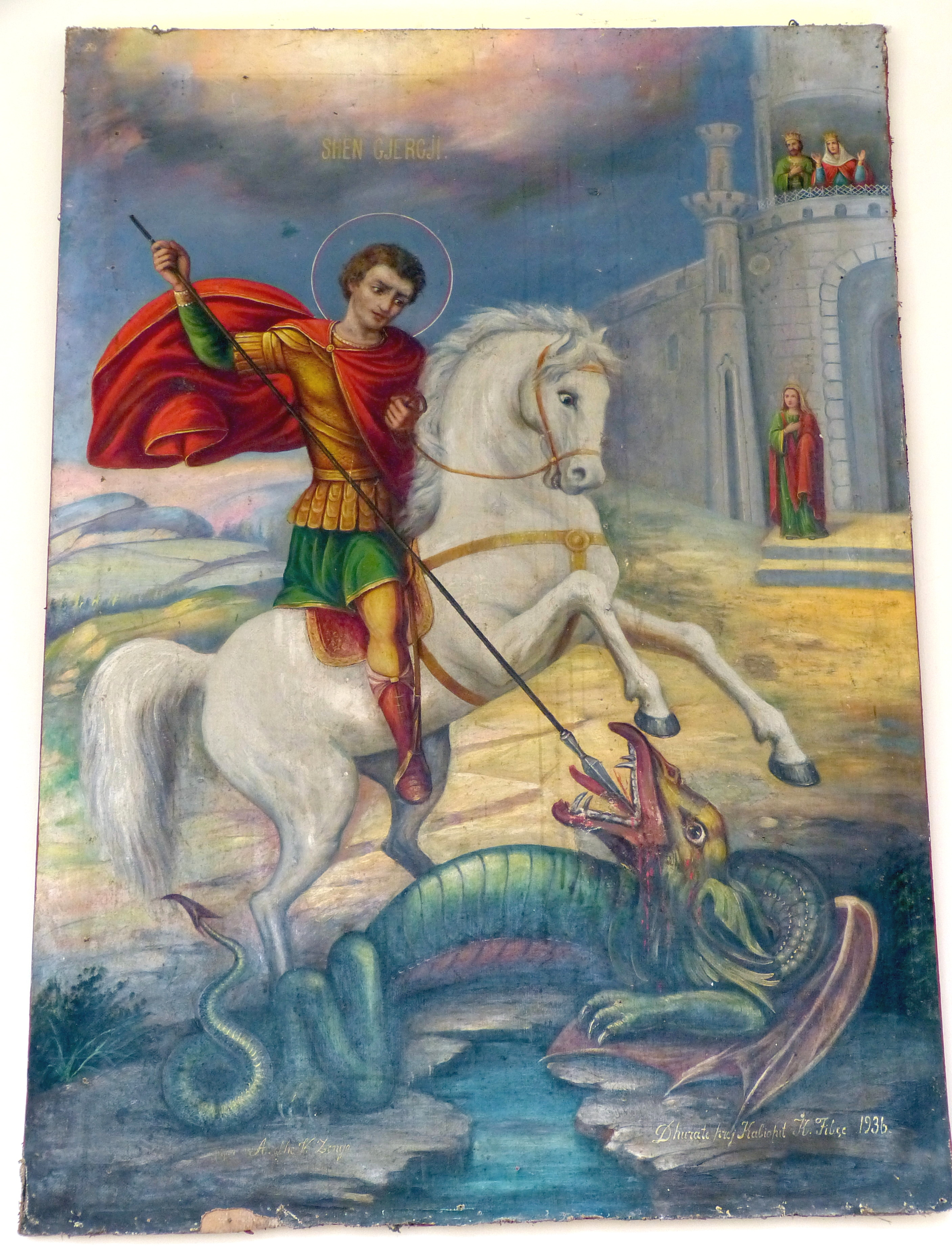
Saint Georges terrassant le dragon
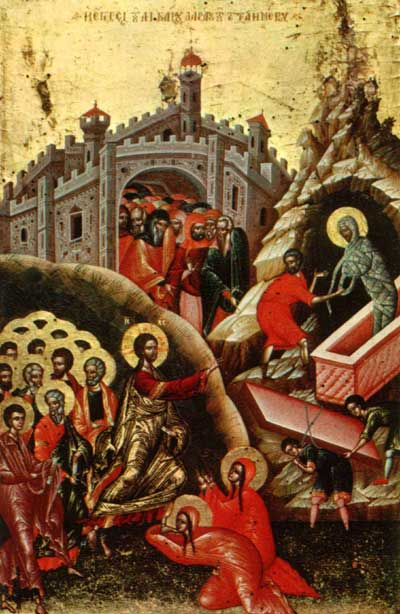
La Résurrection de Lazare, icône byzantine peinte par Onufri (Onouphrios), XVIe siècle.
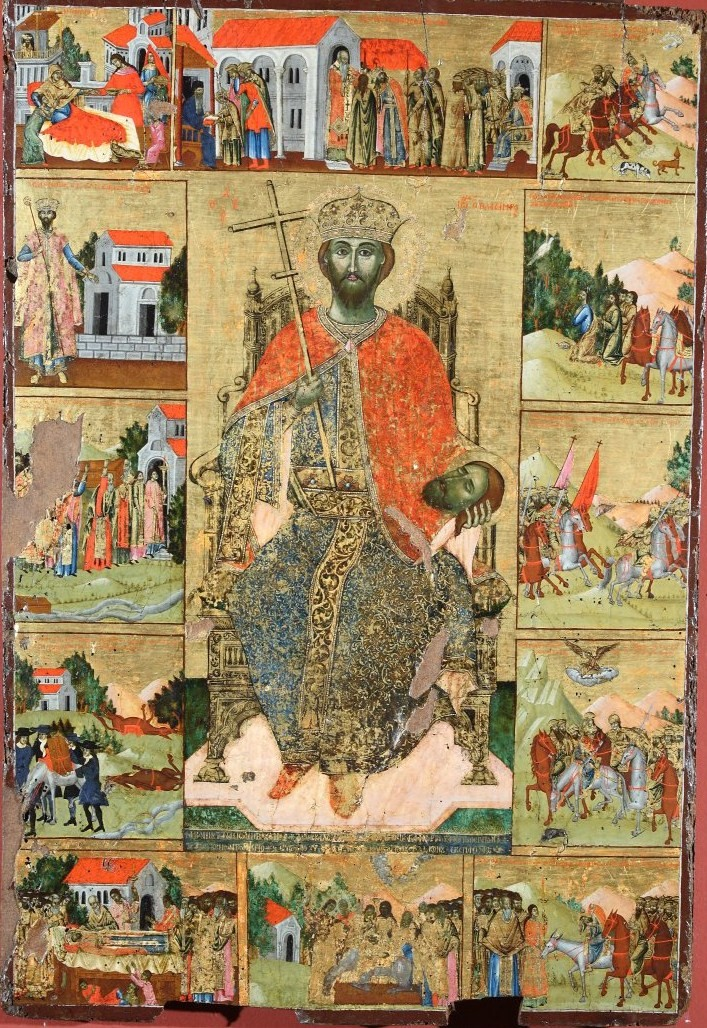
Icône de saint Jovan Vladimir, peinte par Kostandin Shpataraku, du monastère d'Ardenica en Albanie[4].